# Fiódor Dostoiévski
Fiódor Mikhailovitch Dostoiévski (Moscovo, 11 de novembro de 1821 - São Petersburgo, 9 de fevereiro de 1881) foi um escritor, filósofo e jornalista do Império Russo. É considerado por muitos um dos maiores romancistas e pensadores da história, bem como um dos maiores «psicólogos» que já existiu, ao considerar a designação e etimologia mais ampla do termo, como investigador da psique.
Ao terminar a sua formação académica, como engenheiro, Dostoiévski trabalhou a tempo inteiro como escritor, escrevendo romances, novelas, contos, memórias, notas, escritos jornalísticos e escritos críticos. Além disso, atuou como editor em revistas próprias, como preceptor e participou em algumas atividades políticas. Suas obras mais importantes foram as literárias, nas quais abordou, entre outros temas, o significado do sofrimento e da culpa, o livre-arbítrio, o cristianismo, o racionalismo, o niilismo, a pobreza, a violência, o assassinato, o altruísmo, além de analisar transtornos mentais, muitas vezes ligados à humilhação, ao isolamento, ao sadismo, ao masoquismo e ao suicídio. Pela retratação filosófica e psicológica profunda e atemporal dessas questões, seus escritos são comumente chamados de romances filosóficos e romances psicológicos.
Dostoiévski logrou atingir certo sucesso já com seu primeiro romance, Gente Pobre, o qual foi imediatamente elogiado e protegido pelo mais importante crítico literário russo da primeira metade do século XIX, Vissarion Belinski. Já seu segundo romance, O Duplo - obra hoje muita famosa, tendo sido reinterpretada literária e cinematograficamente -, recebeu críticas muito negativas, inclusive do seu antigo protetor, críticas que acabaram por destruir o reconhecimento que Dostoiévski começava a adquirir como escritor. Apenas após seu retorno da prisão na Sibéria - Dostoiévski foi preso por tramar contra o Czar -, repetiria o escritor seu sucesso inicial com a semibiográfica obra Recordações da Casa dos Mortos, a qual trata dos anos que passou na prisão. Mais tarde sua fama aumentaria drasticamente graças a obras como Crime e Castigo, O Idiota e Os Demônios. Foi entretanto já próximo da morte que Dostoiévski consolidou-se um dos maiores escritores de todos os tempos com sua obra-prima Os Irmãos Karamazov.
A influência de Dostoiévski é ímpar: ele influenciou diretamente a Literatura, a Filosofia, a Psicologia e a Teologia. Sob sua influência direta foram produzidas várias obras literárias e cinematográficas. Foi também reconhecido como precursor dos seguintes movimentos: nietzscheanismo, psicanálise, expressionismo, surrealismo, teologia da crise e existencialismo. O reconhecimento popular também é imenso: é mundialmente conhecido, possui diversas estátuas, selos e moedas em sua homenagem e até hoje celebra-se em São Petesburgo o "Dia Dostoiévski".

## Vida

### Primeiros anos
Fiódor Dostoiévski, filho de Mikhail Dostoiévski e Maria Dostoiévskaia, nasceu em Moscou no dia 11 de novembro de 1821. Ao contrário de outros grandes escritores russos da época — como Gogol, Turgueniev e Tolstoi —, seus pais não eram abastados financeiramente: seu pai era médico militar e sua mãe, dona de casa — na época, a profissão de médico era pouco valorizada financeiramente. Mesmo com dificuldades financeiras, a família possuía seis serviçais, os quais, segundo o irmão de Dostoiévski, Andrei, serviam para manter o status social perdido da família, tendo em vista que o pai de Dostoiévski possuía um passado nobre, passado que abandonou por vontade própria.
Além da educação religiosa no cristianismo ortodoxo, Dostoiévski e seus irmãos estudavam literatura e outros estudos de humanidades desde muito cedo, sempre por influência dos pais.
Os pais de Dostoiévski morreram quando o escritor ainda era muito jovem: a mãe morreu no ano de 1836 e há suspeitas de que o pai tenha sido assassinado no início de junho de 1839 pelos seus próprios servos, da sua propriedade rural em Daravói. A tese de assassinato hoje é muito questionada.

### Início da carreira literária

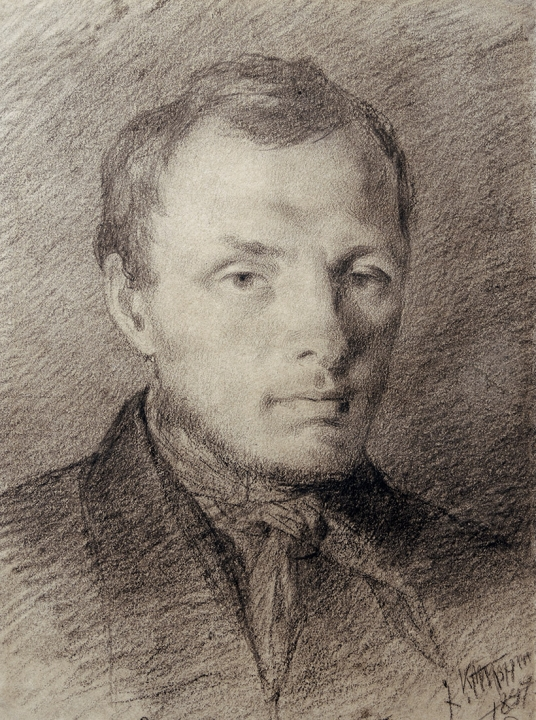
Fiódor Dostoiévski
Por Kostyantyn Trutovsky, 1847

Na Academia Militar de Engenharia de São Petersburgo, além das matérias militares essenciais e de engenharia, Dostoiévski também estudou a obra de Victor Hugo, Honoré de Balzac, George Sand e Eugène Sue, uma vez que a academia tinha um bom programa de literatura, focado principalmente na produção francesa. Nessa época, foi também muito influenciado pelo poeta romântico alemão Friedrich Schiller.
A partir de agosto de 1841, Dostoiévski passou a morar fora da escola de engenharia, dividindo apartamentos com conhecidos e com o irmão Andrei. Nesta época — segundo relatos de um conhecido seu, com o qual dividia o apartamento — havia escrito partes de duas peças românticas, as quais não sobreviveram ao tempo e cujos títulos eram Mary Stuart e Boris Godunov. Terminou o curso de engenharia em 1843.
Em 1845 começou a escrever sua primeira obra, o romance epistolar Gente Pobre, trabalho que iria fornecer-lhe êxitos da crítica literária, uma vez que Belinski, o mais influente crítico da literatura russa, acreditou e fez acreditar ser Dostoiévski a mais nova revelação do cenário literário do país: Belinski estava extasiado com o movimento realista na Europa e considerou o romance de Dostoiévski como a primeira tentativa do gênero na Rússia. O livro foi publicado no Almanaque de Petesburgo no ano de 1846.
A Gente Pobre seguiu o romance O Duplo, publicado em 1846, e os seguintes contos Senhor Prokhartchin, publicado no volume de outubro de 1846 da revista Notas da Pátria; Romance em Nove Cartas e Polzunkov, escritos em 1846; A Senhoria, escrito entre 1846-1847; Coração Fraco, escrito em 1848; O Ladrão Honesto, Uma Árvore de Natal e uma Boda, Chuzhaya zhena i muzh pod krovatyu e Noites Brancas escritos entre 1847-1848; e, ainda, o conto Netochka Nezvanova, cuja última parte foi publicada no volume de maio de Notas da pátria, no ano de 1849, entretanto, sem conter o nome de Dostoiévski, uma vez que havia sido preso em 23 de abril. Estas obras não tiveram o êxito esperado e sofreram críticas muito negativas, inclusive de Belinski.
Nesta época, tendo terminado a graduação na academia militar até sua prisão, Dostoiévski entrou em contato com alguns grupos da Intelligentsia russa, como o Círculo Petrashevski e o Círculo Palm-Durov. O primeiro, era dedicado à discussão sobre literatura e humanidades em geral, centrado nas obras perdidas da biblioteca de Petrashevski que, segundo os registros da sociedade, Dostoiévski consultou em várias ocasiões. O segundo, o Círculo Palm-Durov, foi formado a partir do Círculo Petrashevski, e servia de fachada para radicais revolucionários, incluindo o próprio Dostoiévski, que havia sido preso principalmente por causa das suas atividades neste círculo, já que as acusações foram direcionadas apenas ao círculo principal de Petrashevski, uma vez que o Círculo Palm-Durov não chegou a ser descoberto pelas autoridades.
| “             | Mais do que um sósia, era o seu duplo, o desdobramento dele mesmo. | ” |
| — Dostoiévski |                                                                    |   |

### Exílio na Sibéria

#### Detenção, julgamento e falsa execução

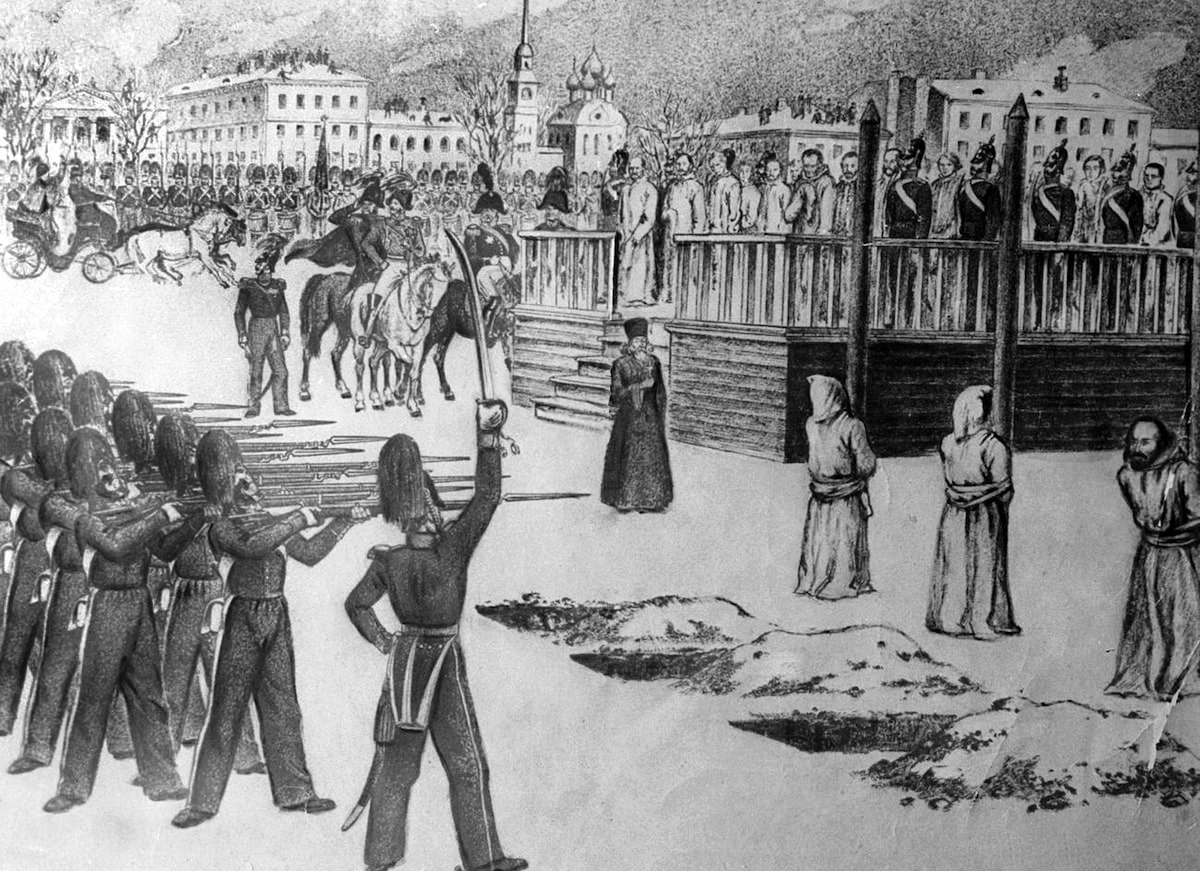
A falsa execução do Círculo Petrashevski

Dostoiévski foi detido na noite de 22-23 de abril de 1849 por participar do Círculo Petrashevski sob acusação de conspirar contra o czar Nicolau I. O czar mostrou-se, depois das revoluções de 1848 na Europa, vigoroso contra qualquer organização clandestina que pudesse pôr em risco seu reinado. Apesar de o Círculo Petrashevski não ser em si nem clandestino nem revolucionário, como chegou à conclusão o relatório oficial, existiam vários grupos menores orbitando ao seu redor e alguns de seus membros eram de fato revolucionários, como era o caso de Dostoiévski. A ordem de detenção foi emitida baseada nos relatórios da chancelaria imperial russa da época, mais conhecida como "polícia secreta", realizados em conjunto com o Ministério dos Assuntos Internos, após mais de um ano de investigação. A principal acusação contra Dostoiévski foi de ter lido em público passagens de uma carta semiaberta de Vissarion Belínski ao escritor Nikolai Gogol, na qual o escritor foi criticado por suas visões políticas e sociais conservadoras. Dostoiévski leu esta carta tanto no Círculo Petrashevski quanto no Círculo Palm-Durov, além de ter ajudado a disseminá-la.
Por conta do processo, Dostoiévski passou oito meses na Fortaleza de São Pedro e São Paulo, onde trabalhou escrevendo várias notas para diferentes obras. As notas não sobreviveram e a única obra concluída desta época foi O Pequeno Herói. Nestes oito meses continuaram as investigações do Círculo Petrashevski, as quais foram finalizadas apenas em 17 de setembro de 1849, quando foram enviadas ao czar, o qual ordenou a abertura de um tribunal misto (civil e militar) para julgar, sob leis militares, 28 acusados. Destes, 15, incluindo Dostoiévski, foram condenados no dia 16 de novembro à pena de morte por fuzilamento.
Após diversos recursos, Nicolau I perdoou muitos dos sentenciados à morte. Dostoiévski foi então condenado a oito anos de trabalhos forçados, pena reduzida para quatro anos seguida de serviço militar por tempo indeterminado. Mesmo assim, em 22 de dezembro os prisioneiros foram transferidos e levados ao lugar da suposta execução, a Praça Semenovski, onde suas sentenças de morte foram lidas publicamente. Três membros do grupo - Petrashevski, Mombelli e Grigoriev - foram amarrados aos postes em frente ao pelotão de fuzilamento. Dostoiévski era um dos três próximos  e neste momento de aguardo disse a Nikolai Spetchniev, o qual se encontrava atrás: -"Nós estaremos com Cristo", o revolucionário respondeu -"Um pouco de poeira".
Antes do comando para o fuzilamento, entretanto, chegou uma ordem do czar para que a pena fosse comutada para prisão com trabalhos forçados. Soube-se, depois, que a ordem havia sido assinada dias antes, mas que o czar exigira a falsa execução - através do Príncipe Michkin de O Idiota, Dostoiévski oferece uma descrição desta experiência de quase morte. Dostoiévski, então, recebeu os grilhões e partiu para a Sibéria poucos dias depois. É comumente aceito e afirmado pelo próprio Dostoiévski, que após a simulação da execução, ele passou a apreciar a vida de uma maneira muito diferente da anterior, iniciando um processo de transformação existencial, literária e política, que estaria terminada quando de seu retorno a São Petersburgo, 10 anos depois.
| “                         | - Nós estaremos com Cristo. - Um pouco de poeira. | ” |
| — Dostoiévski, Spechniev. |                                                   |   |

#### Sibéria

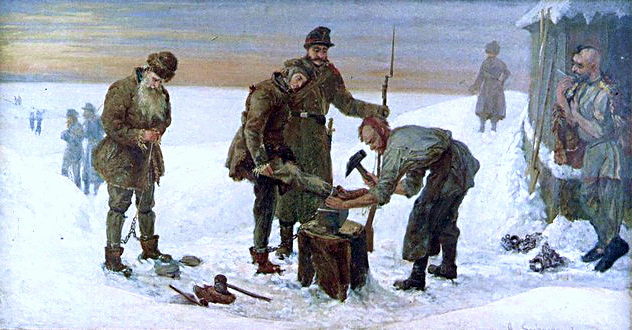
Prisioneiros em Katorga
Por Aleksander Sochaczewski

Dostoiévski foi primeiramente enviado a uma prisão localizada em Tobolsk, onde os presos eram redistribuídos para diversos campos de trabalho a fim de cumprirem suas penas de trabalho forçado (chamado sistema Katorga). Fato curioso foi que, em Tobolsk, Dostoiévski encontrou muitos dezembristas, diversos dos quais estavam acompanhados de suas esposas, as quais se exilavam espontaneamente para acompanhar seus maridos. Foram elas que forneceram a Dostoiévski, e aos outros prisioneiros recém-chegados, seus exemplares do Novo Testamento, o único livro permitido na prisão.
Dostoiévski foi, então, encaminhado para uma prisão em Omsk, centro administrativo da Sibéria, onde cumpriu por quatro anos a sentença de trabalhos forçados. Esta prisão estava em péssimas condições, tendo Dostoiévski escrito em carta ao irmão que o local deveria ter sido demolido anos antes. Na prisão em Omsk era possível, apesar de difícil, conseguir outro tipo de literatura além do Novo Testamento.
Um dos fatos que tiveram mais impacto em Dostoiévski nessa época foi descobrir que na prisão, em que pese diluídas as diferenças de classe, os servos não aceitavam as antigas (de fora da prisão) classes superiores como camaradas, como iguais. Dostoiévski conta como os camponeses zombavam dos intelectuais por sua falta de destreza física nos trabalhos e quando Dostoiévski, sem querer, acabou se juntando a um protesto contra a má qualidade da comida da prisão, os prisioneiros não o aceitaram e o expulsaram, uma vez que Dostoiévski podia comprar reforço alimentar, não pertencendo, assim, à manifestação.
Foi na prisão da Sibéria que Dostoiévski sofreu seu primeiro ataque de epilepsia, doença que o acompanharia pelo resto da vida e que também atinge vários de seus personagens, como o Príncipe Míchkin de O Idiota, Kiríllov de Os Demônios e Smerdiákov de Os Irmãos Karamazov. As cartas que Dostoiévski enviou ao irmão deixam claro que os ataques epilépticos iniciaram na Sibéria, em que pese ele já ter apresentado problemas nervosos antes disso.
Em fevereiro de 1854, Dostoiévski deixou a prisão na Sibéria para cumprir pena de serviço militar por tempo indeterminado.

#### Exército e primeiro casamento

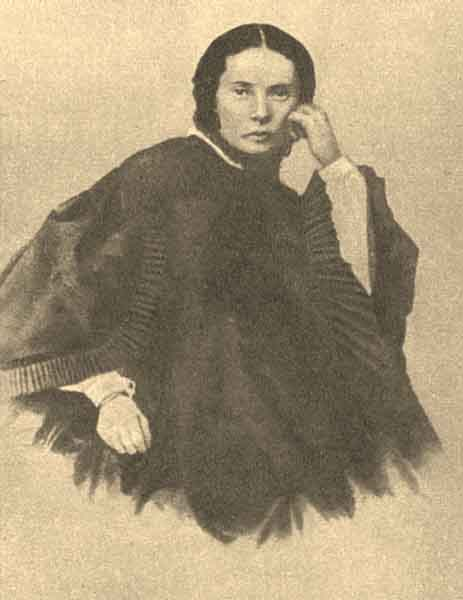
Maria Dostoevskaya (1824-1864)

Após libertado da prisão de Omsk, Dostoiévski foi mandado para cumprir pena servindo no exército russo no Sétimo Batalhão do Corpo Militar da Sibéria por tempo indeterminado, permanecendo por quatro anos na fortaleza de Semipalatinsk, no Cazaquistão.
Neste período, apaixonou-se por Maria Dmitriévna, mulher casada e mãe de um filho chamado Pável Issáiev (Pasha), do qual Dostoiévski era tutor. Ela sofria de tuberculose. Quando Maria Dmitriévna mudou-se com seu marido e filho para Kuinetsk, ambos trocaram cartas semanalmente e uma destas cartas ainda sobrevive. Em agosto de 1855, morreu Alexander Ivanovich Isaev, marido de Maria Dmitriévna, e como em novembro de 1855 Dostoiévski foi promovido, ele pediu a amada em casamento. Não sem muitas idas e vindas (inclusive um caso com outro homem), Maria Dmitriévna aceitou, em dezembro de 1856, se casar com Dostoiévski e em 7 de fevereiro de 1857 ocorreu a cerimônia.
Na noite de núpcias, Dostoiévski sofreu uma violenta crise de epilepsia, quando recebeu pela primeira vez o diagnóstico médico de tal doença. Aproximadamente um ano depois, em meados de janeiro de 1858, Dostoiévski entrou oficialmente com pedido de aposentadoria do exército, a fim de receber tratamento médico.
Já no início de 1859, Dostoiévski conseguiu ser dispensado do exército para tratar da saúde, sob a condição de não residir nem em São Petersburgo, nem em Moscou. Escolheu mudar-se para Tver, meio caminho entre as duas cidades proibidas. No início de julho de 1859 iniciou sua viagem para sua nova residência.

#### A conversão de Dostoiévski

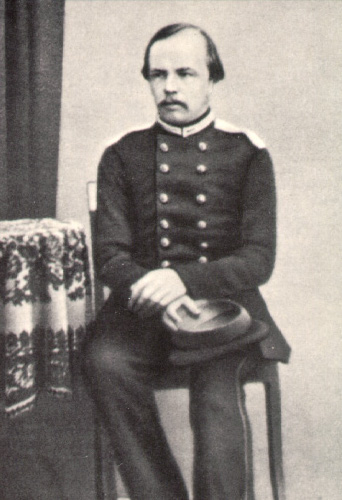
Dostoiévski em uniforme (1858)

Por conversão de Dostoiévski entende-se a mudança radical de convicções existenciais, religiosas, morais e políticas pelas quais ele passou no período entre a detenção e o retorno a São Petersburgo, conversão afirmada pelo próprio autor.
Segundo o próprio Dostoiévski, o momento exato da conversão foi durante as festividades de Páscoa do segundo ano que passara na Sibéria: após assistir a uma extremamente violenta, e para ele insuportável, festividade dos servos na prisão, Dostoiévski lembrou-se do caso do servo Marei (servo de seu pai), o qual teria ocorrido quando ele ainda era criança. Marei teria tratado Dostoiévski com extremo amor paternal, quando este, com oito anos, estava desesperado de medo por acreditar ter ouvido uivos de lobos na propriedade da família. Esta lembrança modificou o modo como ele vinha compreendendo os servos desde que chegou ao presídio - com muito rancor, por não ser aceito como um igual. Depois desta experiência e lembrança, como por um milagre, o rancor desapareceu.
Colocando de forma mais completa o significado da citada conversão, pode-se dizer que Dostoiévski começou com uma crença socialista ingênua de que poderia liderar os servos como um igual - crença que sustinha antes da condenação -, passou por uma posição de extrema repulsa em relação aos servos da prisão - causada pelo fato de os servos não o aceitarem como igual - e chegou, finalmente, a ter fé na moral dos servos (cristianismo ortodoxo), do povo russo, não mais, porém, como movimento político, mas como seres humanos capazes de infinito amor e, como qualquer ser humano, do infinito mal. Trata-se de amor cristão, o que mostra que a conversão também foi religiosa.

### Carreira literária pós-exílio

#### Regresso e contexto sociopolítico

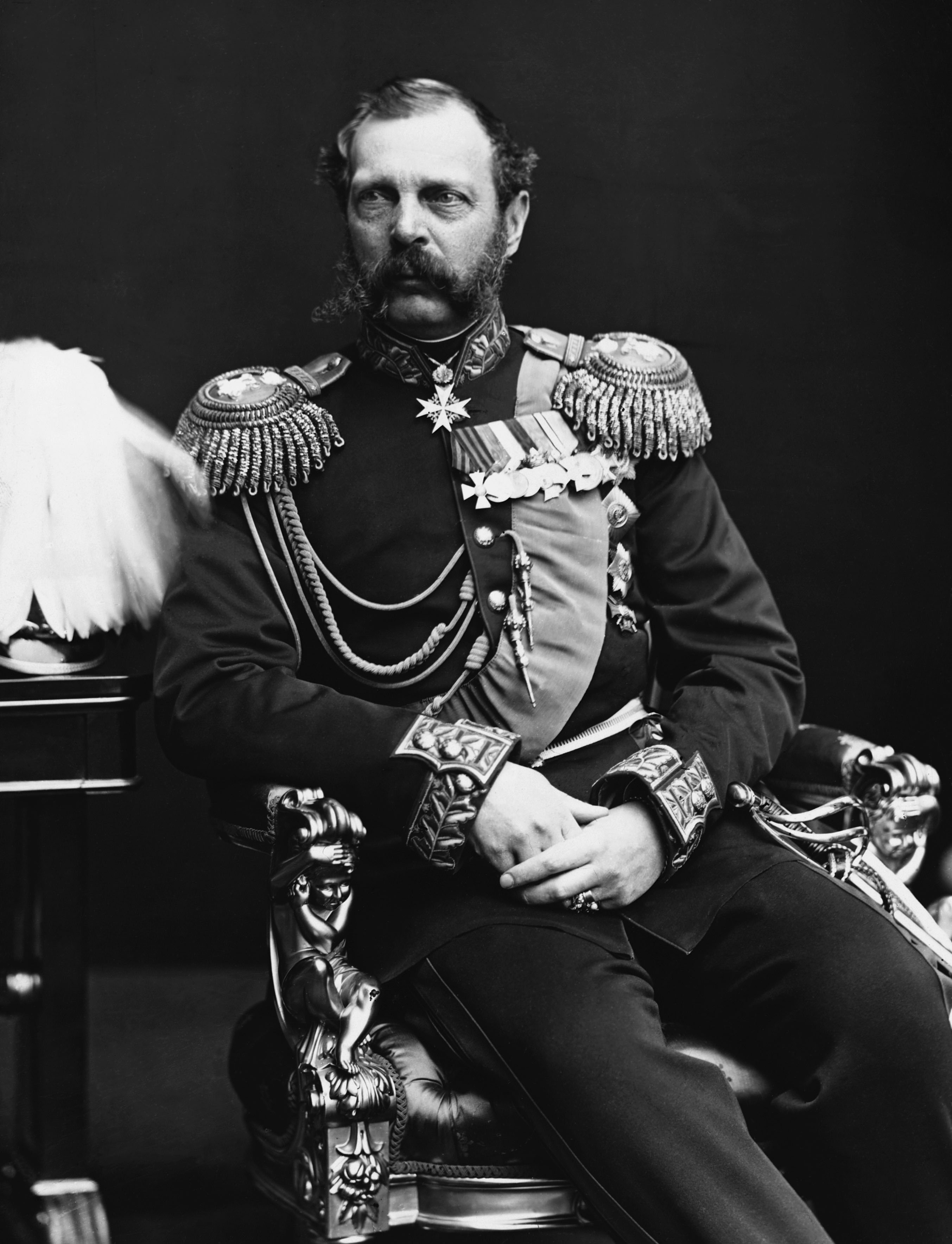
Alexandre II, czar da Rússia

O reinício de Dostoiévski como escritor ocorre, de facto, antes mesmo de ser liberado do exército, isto é, logo após começar a receber o seu ordenado como oficial, em março de 1857, e de receber novamente os seus direitos civis - incluindo o direito de publicação, em maio de 1857 - quando publicou o seu único texto já completo na época, aquele escrito enquanto esteve detido para investigação, «O Pequeno Herói». Entre 1857 e 1859, escreveu ainda dois contos cómicos, de seus nomes «O Sonho do Tio» e «Aldeia de Stiepantchikov e Seus Habitantes», não conseguindo em nenhum deles sucesso.
No final de dezembro de 1859, regressou finalmente com sua família (a esposa e o enteado) a São Petersburgo. O retorno não foi dos mais fáceis, tendo em vista que sua longa ausência não só o afastou dos antigos contatos de São Petersburgo, como também de toda a produção cultural russa, incluindo a literatura e o jornalismo, uma vez que o acesso aos livros era bem difícil durante o tempo em que cumpriu pena.
A situação política que encontrou em São Petersburgo não foi conflituosa: uma vez que os impulsos revolucionários dos literatos e de Dostoiévski tinham como principal finalidade a libertação dos servos da Rússia e na medida em que Alexandre II, czar que assumiu o trono em 1855, estava determinado a libertá-los, tanto a Inteligência Russa como Dostoiévski estavam favoráveis ao czar. No caso de Dostoiévski, também sabemos que sua conversão, a qual o impulsionou contrariamente ao socialismo, tornavam o czar e sua política ainda mais simpáticos (v. seção A conversão de Dostoiévski deste artigo). A abolição da servidão veio de direito em 16 de fevereiro de 1861, entretanto a trégua não durou muito, uma vez que a forma da libertação não parecia favorecer muito os servos.
Na época do retorno de Dostoiévski a São Petersburgo, isto é, no início dos anos 1860, os escritores mais aclamados eram Tchernitchevski e Dobroliubov. Ambos, assim como a maioria dos pensadores da época, acreditavam em uma ética utilitarista e tinham uma visão inocente da ciência e do racionalismo, assim como da possibilidade deles de desvendarem e responderem, por si mesmos, todas as questões humanas.

#### O reinício em São Petersburgo

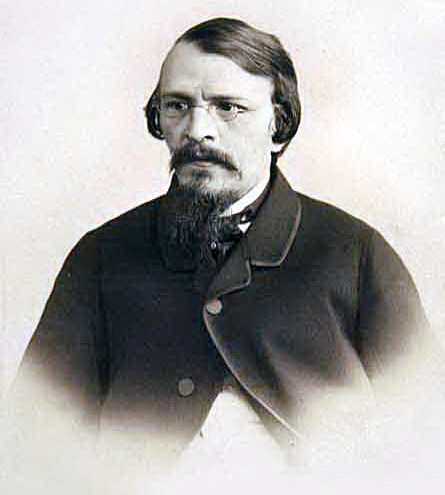
Mikhail Dostoiévski, irmão de Fiódor Dostoiévski, ca. 1864

A primeira obra publicada por Dostoiévski após seu retorno a São Petersburgo foi a autobiográfica e de enorme sucesso Recordações da Casa dos Mortos, baseada em suas experiências como prisioneiro, inaugurando este gênero literário russo. A obra chegou a ser considerada por Liev Tolstói como o melhor livro de toda a literatura moderna. Ela foi publicada no revista O Mundo Russo (Russkii Mir): seus dois primeiros capítulos foram publicados em 1860 e republicados no início de 1861, seguidos de três capítulos publicados semanalmente, quando a publicação foi então interrompida e nunca mais retomada. Muito tempo depois, em 1922, foi encontrado e publicado um capítulo esquecido das Recordações da Casa dos Mortos, o qual tinha sido escrito para reverter uma censura governamental feita à obra, porém, uma vez que a obra acabou publicada sem este capítulo, ele ficou esquecido nos arquivos do governo. Este capítulo esquecido continha, pela primeira vez nos escritos de Dostoiévski, aquilo que seria um dos temas de suas grandes obras: a liberdade humana como bem supremo, contraposta, por exemplo, a uma suposta supressão total das necessidades vitais do ser humano pela utopia socialista.
Em 8 de julho de 1860, Mikhail, irmão de Dostoiévski, foi autorizado a publicar a revista literária Tempo (Vremia), da qual seria editor juntamente com Dostoiévski, a qual foi muito bem-sucedida. A posição política defendida pelos editores de Tempo era a fusão mediadora de ocidentalismo e eslavofilia, podendo por isso ser entendida como a principal referência de um novo movimento no cenário literário russo, o Pochvennichestvo, cujos principais membros, além do próprio Dostoiévski, eram Strakhov e Grigoriev. O movimento potchvennitchestvo acreditava que a questão mais emergencial a ser tratada pelos escritores era a síntese cultural pacífica entre os "bem-educados" e a massa russa, entre ocidentalismo e eslavofilia, e não uma revolução violenta guiada por intelectuais educados na cultura europeia, a qual teria como finalidade impor ao povo russo um ideal de vida iluminista. Na revista Tempo, além de suas próprias ficções, Dostoiévski também publicava traduções, resenhas, comentários e alguns estudos, incluindo, por exemplo, um estudo sobre Edgar Allan Poe.
Desde a autorização para a publicação de Tempo, enquanto Mikhail terminava os preparos burocráticos para publicação da revista, Dostoiévski escrevia seu primeiro romance pós-Sibéria, o romance em folhetim Humilhados e Ofendidos, o qual também foi agraciado com grande sucesso. O romance começou a ser publicado desde o primeiro volume de Tempo, em janeiro de 1861, continuando por vários dos seus números. Esse romance, segundo Joseph Frank, teria inaugurado um estilo melodramático que Dostoiévski usaria mais tarde em suas grandes obras. Segundo Frank, portanto, nesta época Dostoiévski fundou o estilo e o tema de suas grandes obras: a dramatização da contraposição entre liberdade e racionalidade. Neste período, Dostoiévski também começou a frequentar o círculo literário que se encontrava na casa de Miliukov, ex-membro do círculo Palm-Durov.
Em 7 de junho de 1862, partiu Dostoiévski para sua primeira viagem pela Europa (Alemanha, Bélgica, França e Inglaterra). Nesta viagem, ele jogou roleta pela primeira vez, adquirindo um vício que o acompanharia por quase toda a vida, apesar de praticado apenas durante viagens. Também foi nesta viagem que Dostoiévski visitou o Palácio de Cristal, símbolo dos avanços tecnológicos europeus, o qual seria usado pelo autor em alguns de seus textos posteriores. Já no final de 1862, após seu retorno da Europa, Dostoiévski publicou Uma História Desagradável e depois, como a última importante obra publicada na revista Tempo, publicou Notas de Inverno sobre Impressões de Verão, que retratava e comentava sua viagem à Europa do ano anterior.
Em maio de 1863, a autorização de funcionamento da revista foi cancelada pelo governo, sob falsa acusação de apoio à revolta polonesa. Então, em abril de 1864, Dostoiévski e seu irmão Mikhail iniciaram a edição de uma segunda revista literária, a Época (Epokha), seguindo a mesma orientação política e editorial que sua antecessora. Na Época, Dostoiévski publicaria suas Notas do Subterrâneo, dando início às suas grandes obras.

#### As grandes obras I:Notas do Subterrâneo,Crime e CastigoeO Jogador

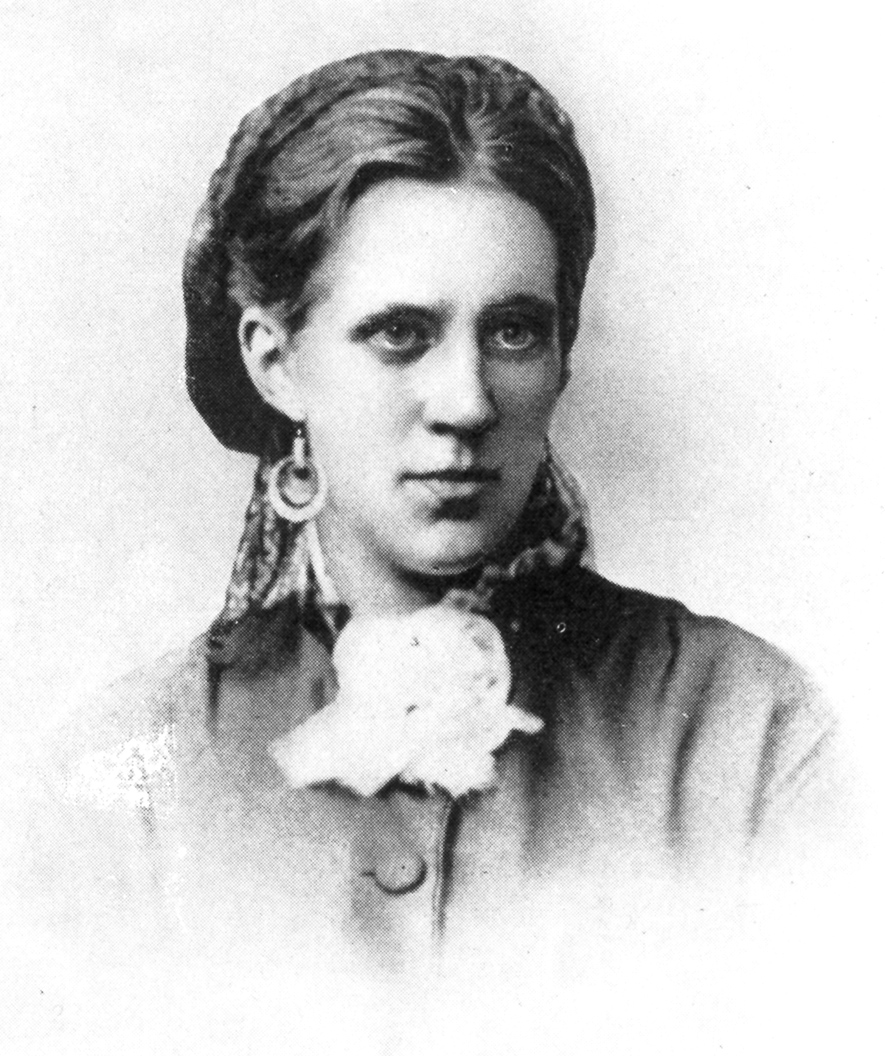
Anna Dostoiévskaia,1871 - Segunda esposa de Dostoiévski

Notas do Subterrâneo, texto que abre o período das grandes obras de Dostoiévski, foi escrito em um momento extremamente difícil para o autor, uma vez que a saúde de sua esposa, Maria Dmitrievna, por conta de sua tuberculose, havia piorado muito, vindo ela a falecer em 12 de abril de 1864. Se não bastasse a morte da esposa, Dostoiévski perdeu seu irmão Milkhail logo em seguida, no dia 9 de julho de 1864. Em Notas do Subterrâneo, Dostoiévski retratou a necessidade humana insuperável de liberdade, podendo ele fazer qualquer coisa para mantê-la, inclusive o masoquismo. Nesta época, também escreveu alguns artigos e o conto O Crocodilo, texto inacabado que compôs o último número da revista Época, que fechou por problemas financeiros em março de 1865.
Após o fechamento da Época, da morte da primeira mulher e do seu irmão (sempre ao seu lado na edição das revistas), Dostoiévski entrou em uma nova fase de sua vida: ele não mais procurou se inserir no agitado movimento político/literário russo, mas, ao contrário, se isolou a fim de escrever seus romances de forma mais tranquila. Apesar de afastado das obrigações burocráticas e sociais das revistas, não alcançou a tranquilidade que desejava, por causa das dívidas e do seu vício em jogos. Foi nestes seis anos de isolamento social que ele escreveu as obras-primas Crime e Castigo, O Idiota e Os Demônios, além de obras menores como O Jogador e O Eterno Marido.
Planejado inicialmente para ser um simples conto, Crime e Castigo se tornou um romance de peso, uma das obras mais importantes do autor. Seus primeiros dois capítulos foram publicados, respectivamente, nos números de janeiro e fevereiro de 1865 da revista O Mensageiro Russo, adquirindo grande fama e muita crítica. Um curioso fato, que teria aumentado em muito o interesse geral pela obra, foi o assassinato de um agiota e seu criado visando o roubo do seu apartamento, cometido por um estudante chamado A.M. Danilov em 12 de janeiro de 1866. Este episódio era muito semelhante ao enredo do romance de Dostoiévski e o sucesso dos dois primeiros capítulos trouxe à revista O Mensageiro Russo nada menos que 500 novos assinantes. Esse fato, entretanto, não aliviou a tensão entre o escritor e seus editores, os quais continuaram demandando diversas correções dos textos apresentados, além de apressarem constantemente a finalização do romance. Eles recomendaram a Dostoiévski, inclusive, a contratação de uma estenógrafa para ajudá-lo com um romance que deveria ser entregue antes mesmo de Crime e Castigo, e o qual Dostoiévski nem mesmo havia começado, o romance O Jogador. O manuscrito de O Jogador foi entregue ao editor no dia 29 de outubro de 1866, dentro do prazo combinado, portanto.
A contratada como estenógrafa foi Anna Grigorievna Snitkina (futura Anna Dostoievskaia) com quem Dostoiévski se casou pela segunda vez, quando Anna tinha vinte anos. Não se deve confundir a esposa de Dostoiévski com a também conhecida sua Anna Korvin-Krukovskaia: esta escreveu dois textos para a revista Época sob o pseudônimo de Iury Orbelov, denominados Um sonho e Mikhail e, apesar de ter sido pedida em casamento por Dostoiévski, recusou o pedido.
Após o casamento, para fugir da pressão dos credores, entre outros problemas, o casal resolveu viajar pela Europa e partiu em abril de 1867. A viagem estava programada para durar alguns meses, mas acabou durando quatro anos. Eles residiram em Dresden, Genebra, Vevey, Milão, Florença e novamente em Dresden. Durante a viagem, Dostoiévski jogou muito na roleta e acabou perdendo algumas vezes o seu próprio dinheiro, assim como o de sua mulher, a qual tinha pago os custos iniciais da viagem, uma vez que Dostoiévski estava muito endividado na época. Em Geneva, no dia 5 de março de 1868, nasceu a primeira filha do casal, Sônia ou Sofia. Sônia morreu pouco tempo depois, em 12 de maio de 1868, por causa de uma gripe e foi enterrada no dia 24 de maio.
| “              | Finalmente roubei seus últimos pertences e os perdi no jogo. | ” |
| — Dostoiévski. |                                                              |   |

#### As grandes obras II:O IdiotaeOs Demônios

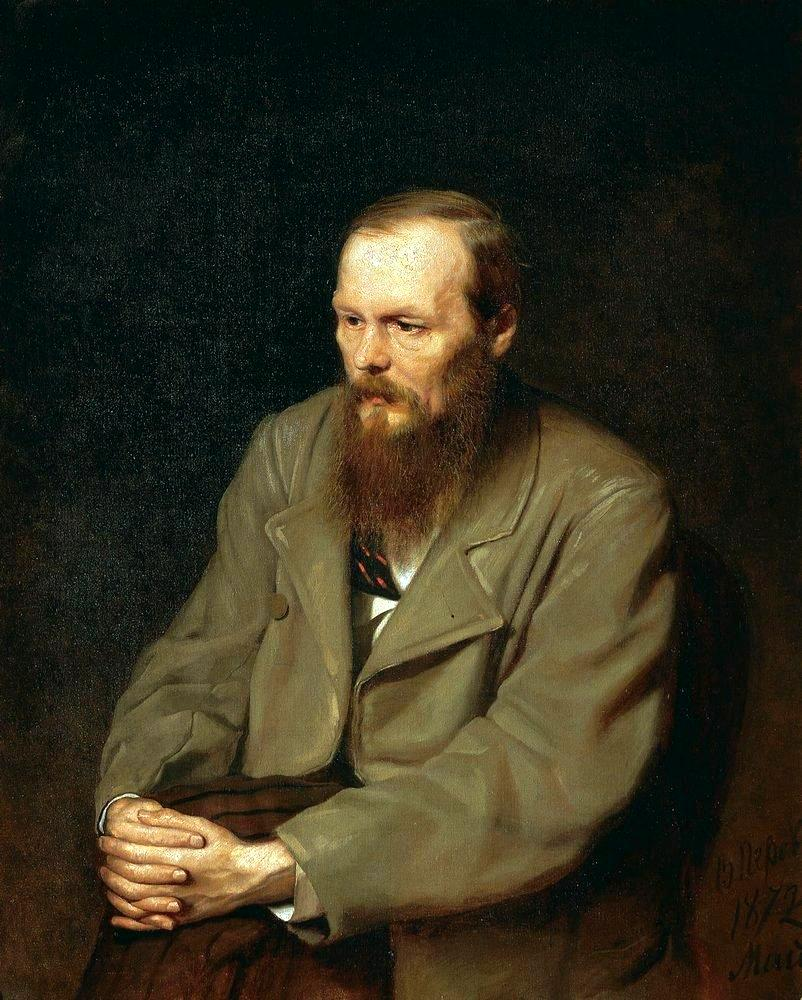
Retrato de Fiódor Dostoiévski
Por Vassilij Grigorovič Perov, 1872

Nos meses de outubro e novembro de 1867, Dostoiévski já estava elaborando rascunhos para sua próxima grande obra, O Idiota. A história da composição deste romance está bem registrada nos três cadernos de notas deixados pelo escritor, que demonstram a grande dificuldade e intensidade com que o autor trabalhou em seu personagem principal, Príncipe Mitchkin. O Idiota foi publicado na revista O mensageiro russo, sendo que seus primeiros capítulos foram publicados em janeiro de 1868 e o último em dezembro de 1869. A obra é considerada a mais original de Dostoiévski, expondo, em sua máxima força, a compreensão do autor sobre o "Tipo Dom Quixote" (ver seção abaixo), isto é, o tipo cristão, o ideal existencial de Dostoiévski.
Já na primeira semana de dezembro de 1869, Dostoiévski terminou de escrever o conto O Eterno Marido, o qual foi considerado "o mais bem acabado conto de Dostoiévski", mesmo tendo sido escrito exclusivamente por questões financeiras. Este texto foi publicado no início de 1870 pela revista russa Dawn. Nesta época, Dostoiévski já possuía rascunhos para uma gigantesca obra em resposta a Guerra e Paz de Lev Tolstoy, a obra não escrita A vida de um grande pecador. Estas notas dariam origem a três romances de Dostoiévski: Os Demônios, O Adolescente e Os Irmãos Karamazov: A mudança de rumo ocorreu logo após a publicação de O Eterno Marido, entre dezembro de 1869 e fevereiro de 1870, quando Dostoiévski deixou de desenvolver A vida de um grande pecador para iniciar a elaboração dos rascunhos para Os Demônios. O fato que desencadeou a mudança de rumo foi o assassinato de um estudante chamado Ivan Ivanov em Moscou pelo grupo revolucionário secreto liderado por Sergei Netchaev, ao qual Ivan Ivanov pertencia.
Em 26 de setembro de 1870, enquanto escrevia Os Demônios, nasceu a segunda filha do casal, Liubov,  e em 8 de junho de 1871, com o livro ainda pela metade, Dostoiévski retornou à Rússia. Na viagem de retorno apostou pela última vez na roleta. Já em São Petersburgo, onde residiu após o retorno, nasceu, no dia 16 de julho de 1871, o terceiro filho, Fiódor. Procurando tranquilidade para criar os filhos, a família se mudou para Staraia na primavera de 1872. Os últimos capítulos de Os Demônios foram publicados no volume de novembro e dezembro de 1872 da revista O Mensageiro Russo, tendo sido publicado em forma de livro no ano seguinte, editorado pelo próprio Dostoiévski e sua esposa.
Outra atividade editorial de Dostoiévski foi seu envolvimento com a revista russa O cidadão, da qual se tornou editor em 1 de janeiro de 1873. Nesta revista escreveu sua famosa coluna Diário de um escritor, a qual se tornaria uma publicação separada. Durante as atividades de editoração, no início de 1874, Dostoiévski começou a adoecer, início do que seria sua enfisema pulmonar, deixando a edição da revista em abril e partindo em junho para Bad Ems na Alemanha, visando tratamento médico. Em Diário de um escritor, o público encontrava uma síntese das posições políticas do seu tempo encarnadas em personagens vividamente criados por Dostoiévski. Nestes textos, entretanto, é possível encontrar apenas uma obra ficcional completa, o conto Bobok.
Dostoiévski retornou a Staraia já melhor de saúde no dia 1 agosto de 1873, iniciando imediatamente seus trabalhos em O Adolescente, obra que publicou na popular revista Notas da Pátria, tendo a última parte do romance sido publicada no inverno de 1875. A obra não foi bem recebida nem pela crítica da época nem pela atual. Nessa mesma época, mais precisamente em 10 de agosto de 1875, nasceu o quarto filho do casal, Aleixo (em alusão a Santo Aleixo, "o homem de Deus").
A fim de gerenciar a retomada do Diário de um Escritor (de 1876 a 1877), agora de forma autônoma, Dostoiévski e sua família voltaram para São Petersburgo em meados de setembro de 1875. Sua nova publicação chegou a ser o periódico mais influente até então visto na Rússia e com o qual Dostoiévski alcançou uma fama nunca antes experimentada. Também são dignos de nota os contos publicados neste periódico: em fevereiro de 1876 publicou O Mujique Marei, em novembro de 1876 publicou Uma Criatura Gentil e em abril de 1877 publicou O Sonho de um Homem Ridículo. O último número de Diário de um Escritor desta época foi publicado em dezembro de 1877.
| “              | Se alguém me provar que Cristo está fora da verdade, e que na realidade a verdade está fora de Cristo, então eu preferiria ficar com Cristo a ficar com a verdade. | ” |
| — Dostoiévski. | |   |

### Obra prima e morte

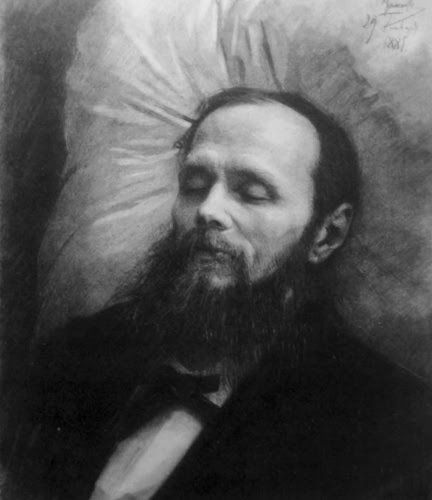
Dostoiévski em seu leito de morte Por I. N. Kramskoy

Pouco antes de começar a escrever sua obra-prima, Os Irmãos Karamazov, ocorreram dois fatos importantes na vida de Dostoiévski: em fevereiro de 1878 o escritor aceitou convite do czar Alexandre II para ser tutor em conversas informais dos seus filhos mais novos, Sergei e Paulo, e em 16 maio de 1878 morreu seu filho Aleksei (Aliosha ou Aleixo).
Os primeiros rascunhos de Os Irmãos Karamazov foram escritos em abril de 1878 e a publicação de sua primeira parcela ocorreu no dia 1 de fevereiro de 1879 pela revista "O mensageiro russo", que fez sucesso imediato. Em 7 de novembro ele terminou a última parte de Os Irmãos Karamazov e enviou para o editor. Em 9 de dezembro do mesmo ano foi publicada a versão em dois volumes de Os Irmãos Karamazov, cuja venda nos primeiros dias foi da metade das 3 000 cópias impressas. Ainda antes de terminar os Irmãos Karamazov, em agosto de 1880, Dostoiévski havia reativado o seu Diário de Escritor, publicação que durou até a morte do autor, cujo último volume foi publicado em janeiro de 1881.
Fatos marcantes desta época foram o atentado, em abril de 1879, contra o czar por Alexander Soloviev e a participação de Dostoiévski, entre 5 e 9 de junho de 1880, na inauguração do monumento a Alexandre Pushkin em Moscou, onde proferiu um discurso memorável sobre o destino da Rússia no mundo;
Em 3 de fevereiro de 1880, Dostoiévski foi eleito vice-presidente da Sociedade Eslava Benevolente e foi convidado a falar na inauguração do memorial Pushkin em Moscou. Em 8 de junho, ele proferiu seu discurso, apresentando uma execução impressionante que teve um impacto emocional significativo em seu público. Seu discurso foi recebido com aplausos estrondosos, e até seu rival de longa data Turgueniev o abraçou. Konstantin Staniukovich elogiou o discurso em seu ensaio "O aniversário de Pushkin e o discurso de Dostoiévski" na revista Delo, escrevendo que "a linguagem [do discurso de Pushkin] de Dostoiévski realmente parece um sermão. Ele fala com o tom de um profeta. Ele faz um sermão como um pastor, é muito profundo, sincero, e entendemos que ele quer impressionar as emoções de seus ouvintes." O discurso foi criticado mais tarde pelo cientista político liberal Alexander Gradovsky, que pensava que Dostoiévski idolatrava "o povo", e pelo pensador conservador Konstantin Leontiev, que, em seu ensaio "Sobre o Amor Universal", comparou o discurso ao socialismo utópico francês. Os ataques levaram a uma deterioração adicional de sua saúde.
Após três dias de cama, porém sem dor, morreu em 9 de fevereiro de 1881 de uma hemorragia pulmonar associada com enfisema. Uma procissão fúnebre foi organizada com representantes de diversos grupos sociais, uma grande multidão (aproximadamente 30 000 pessoas) seguiu o corpo, o qual foi velado na Igreja do Espírito Santo.
| “              | [...] tomai sobre vossos ombros os pecados humanos, e tornai-vos responsáveis por êles. | ” |
| — Dostoiévski. |                                                                                         |   |

## Obra

### Influências e controvérsias
- Jesus Cristo — Provavelmente a maior influência nos trabalhos de Dostoiévski foi a pessoa, o símbolo, de Cristo tal como contado pela Bíblia e através da interpretação ortodoxa. Dostoiévski nunca deixou de ser cristão e teve intenso contato com o texto bíblico na prisão, onde apenas este texto era permitido.[66] Comentando um de seus textos, afirmou que o que ele queria dizer era a "impossibilidade de se viver sem Cristo".[205] Além do mais, muitas de suas obras contêm reflexões sobre o cristianismo e inclusive apologia, como é o caso de O Idiota, o tipo cristão perfeito,[206] o mito do Grande Inquisidor em Os Irmãos Karamazov, entre outros.
- Victor Hugo — Dostoiévski conhecia muito bem as obras de Victor Hugo, e sua obra O Último Dia de um Condenado à Morte teria influenciado o autor russo no seu realismo fantástico. Segundo Dostoiévski, em referência à obra citada, apesar de um condenado a morte não poder escrever um diário, foi exatamente este elemento fantástico que tornou possível a descrição realista por Victor Hugo da mente de um condenado.[207]
- Friedrich Schiller — Dostoiévski entrou em contato com Schiller ainda jovem, quando seu pai lhe apresentou Os Bandoleiros, e em 1840 ajudou seu irmão, Michail, a traduzir parte da mesma obra para o russo. Esta obra teria, futuramente, grande influência em Os Irmãos Karamazov.[208]
- Tolstói — Dostoiévski considerava Tolstói um grande escritor, ao ponto de desejar escrever um imenso romance (A vida de um grande pecador) para fazer frente a sua obra prima, Guerra e Paz.[153] Dostoiévski também debateu e criticou, em Diário de um Escritor, as posições políticas de Tolstói, assim como sua obra Anna Karenina.[209] Dostoiévski se comparava muitas vezes com Tolstói também no que se refere às condições financeiras: enquanto Tolstói tinha possibilidade financeira de escrever calmamente e publicar no tempo correto, Dostoiévski, ao contrário, precisava escrever por dinheiro, deixando assim as obras menos bem acabadas.[210]
- Pushkin — Uma vez que Pushkin tinha sido muito lido na Rússia e, por isso mesmo, muito criticado pelos revolucionários da época de Dostoiévski, este último defendeu o poeta contra o que ele considerava o denegrimento da arte pelo utilitarismo.[211] A defesa ocorreu publicamente quando da leitura pública por Dostoiévski em Moscou durante os Festivais Pushkin, os quais ocorreram entre 5 e 9 de junho de 1880.[194]
- Turgueniev — A controvérsia entre Dostoiévski e Turgueniev não iniciou, mas ficou clara e acentuada, durante os festivais dedicados a Pushkin, na medida em que ambos falaram publicamente e defenderam posições diferentes em relação ao lugar do poeta na literatura russa, refletindo a contraposição mais ampla entre ocidentalismo e eslavofilia;[212] enquanto Turgueniev colocava Pushkin como um introdutor da cultura europeia na Rússia, mas que não chegava, mesmo assim, a se comparar aos europeus.[213] Dostoiévski idolatrava Pushkin como a maior manifestação do espírito russo, totalmente original em relação à Europa.[214]
- Gradovski — Gradovski, apesar de aceitar a tese dostoievskiana de que a inteligentsia russa não se aproximava do povo para aprender com ele, mas para ensinar-lhe sobre a cultura europeia, alertava que sem este aprendizado europeu o cristianismo sozinho nunca teria libertado os servos russos (política libertária, com a qual Dostoiévski concordava e tinha sido preso por defendê-la). Em contrapartida, Dostoiévski alegou que teriam sido muito mais os eslavófilos que os ocidentalistas, aqueles que contribuíram com a libertação dos servos e que, caso o cristianismo tivesse sido levado à perfeição, teria sim libertado os servos.[215]
- Nikolai Gogol — Gogol é citado diversas vezes em O Idiota, sendo um de seus personagens, o Podkolióssin, modelo para o personagem-tipo de Dostoiévski de mesmo nome.[216]

### Temas
Joseph Frank considera que o tema mais característico e marcante das obras de Dostoiévski é a descrição das consequências psicológicas da assunção de determinadas ideias (ideologias), como é o caso, entre vários outros, do homem doente, o Homem do Subsolo (Notas do Subterrâneo) ao assumir a ideologia determinista.
Neste sentido ainda, no período pós-siberiano, o tema recorrente de Dostoiévski foi aquele por ele mesmo chamado de "conflito entre ideias e coração" ou entre razão e fé cristã. Este tema foi nomeado por Joseph Frank de "crítica da ideologia" e explicado como a contraposição entre as ideias europeias da época, principalmente o socialismo, e a moral cristã ortodoxa visceral do povo russo, servos principalmente. Trata-se, portanto, de tematizar sua própria conversão (v. A conversão de Dostoiévski neste mesmo artigo). Este tema também pode ser descrito como a defesa da liberdade enquanto o bem humano supremo, i.e., a contraposição entre as leis de Cristo e as leis do ego. Outro modo de denominar o mesmo tema, um modo mais sintético, é afirmar que, no período pós-Sibéria, mais especificamente a partir de Notas do Subterrâneo, o tema central de Dostoiévski é a superação do niilismo.
Dostoiévski tinha por tema, diferentemente dos outros escritores que descreviam o círculo da família moldados na tradição e nas "belas formas", o caos familiar, a humilhação, o sadismo, o masoquismo, a ganância, a doença, etc. Essencialmente um escritor de mitos (e às vezes comparado por isso a Herman Melville), criou um trabalho com uma enorme vitalidade e de um poder quase hipnótico, caracterizado por cenas febris e dramáticas, onde os personagens apresentam comportamento escandaloso, e atmosferas explosivas, envolvidas em diálogos socráticos apaixonados, a busca de Deus, do mal e do sofrimento dos inocentes.
Reinhold Niebuhr atribui a Dostoiévski um "universalimo ético" pelo qual o escritor defenderia e pregaria o destino da Rússia como o lugar de onde partiria o reino do bem e da justiça na Terra.

### Estilo e estética
Ao contrário do estilo utilizado na prosa da época, Dostoiévski não se fixava muito em uma descrição fotográfica dos personagens e do ambiente em que estavam concentrando-se mais no enredo. Este fato teria contribuído, segundo Joseph Frank, para a má recepção por parte da crítica da época de muitos textos de Dostoiévski. Este estilo - grande atenção para os elementos do enredo em prol da descrição fotográfica - utilizou Dostoiévski em todos os seus grandes romances, fato que trouxe uma certa homogeneidade estilística a estas obras. Os elementos comuns foram enumerados por Joseph Frank da seguinte maneira: a) um enredo de ação extremamente rápido e condensado - muitos elementos ocorrendo em um breve espaço de tempo -; b) viradas inesperadas e abruptas; c) personagens que são caracterizados mais pelos seus diálogos que pelas suas descrições fotográficas; e d) clímax ocorrendo entre diversas cenas tumultuosas.
Estudiosos como Mikhail Bakhtin têm caracterizado o trabalho de Dostoiévski como diferente do de outros romancistas, pois ele parece não aspirar por uma visão única e vai além da descrição sob diferentes ângulos, caracterizando-o como romance polifônico. Dostoiévski criou romances cheios de força dramática em que os personagens e os opostos pontos de vista são realizados livremente, em violenta dinâmica.
Em relação ao narrador, segundo Joseph Frank, a partir de Crime e Castigo Dostoiévski acentuou uma tradição provinda de Jane Austen de aproximar o ponto de vista do narrador ao ponto de vista do personagem principal, inclusive com técnicas de mudanças de tempo, retratação de memórias do personagem, entre outras. Este estilo seria continuado por Henry James, Joseph Conrad, Virginia Woolf e James Joyce, estes dois últimos inaugurando a técnica do fluxo de consciência.
O próprio Dostoiévski chamou seu estilo de realismo fantástico (não confundir com o movimento literário sul-americano), indicando que suas obras dramatizam aspectos da realidade, a fim de, no presente, retratar o passado e as possibilidades futuras. É o caso do Homem do Subsolo: fantástico porque improvável do exato modo como descrito, real porque possível, e, sobretudo real-fantástico porque consequência do processo histórico de ocidentalização da Rússia e projeção no futuro, na medida em que profetiza um tipo existencial. Estas explicações de Dostoiévski são fornecidas, sobretudo, quando de sua análise da pintura Rebocadores do Volga. 
| “              | O que é mais belo, Shakespeare ou botas, Rafael ou petróleo? | ” |
| — Dostoiévski. |                                                              |   |

### Personagens-tipo
É do próprio Dostoiévski a afirmação do uso de personagens-tipo como estratégia literária: no início da quarta parte de O Idiota, em uma meta narrativa pelo autor mesmo designada de "crítica jornalística", ele cita o tipo Podkolióssin como um dos mais difíceis de serem retratados na literatura. Os personagens-tipo encontrados nas obras de Dostoiévski são:
- Tipo Dom Quixote

São cristãos humildes e modestos. Neste tipo enquadram-se: Príncipe Michkin, Sonia Marmeládova, Aliocha Karamazov, Aliocha Valkovski, Coronel Rostanev (Aldeia de Stiepantchikov e Seus Habitantes) e Aleksei Valkovski (Humilhados e Ofendidos). Dostoiévski trabalhou o tipo Dom Quixote mais ampla e detalhadamente através do Príncipe Michkin em O Idiota.
O tipo Dom Quixote é para Dostoiévski o mais perfeito exemplo moral de cristão. Uma tal comparação entre Dom Quixote e Cristo não ocorre pela primeira vez com Dostoiévski: também Kierkegaard, Turgueniev, o próprio Cervantes com Dom Quixote, Charles Dickens com Pickwick, e Voltaire com Pangloss estabeleceram tais paralelos. Diferentemente do que ocorre com Dom Quixote, Sr. Pickwick e Pangloss, entretanto, Dostoiévski não utiliza a comédia para conseguir a identificação do leitor com seu personagem, ele utiliza a idiotia ou inocência: o Príncipe Michkin é um inocente idiota.
- Tipo Cleópatra.

São cínicos e libertinos. Neste tipo enquadram-se Cleópatra (Notas do Subterrâneo), Svidrigáilov (Crime e Castigo), Fiódor Karamazov (Irmãos Karamazov), Stavroguin (Os Demônios), Príncipe Valkorski (Humilhados e Ofendidos). O tipo Cleópatra ilustra o sadismo amoroso e erótico.
- Tipo Homem do subsolo

Neste tipo enquadram-se Homem do subsolo (Notas do Subterrânero), Mr. Golyadkin (O Duplo), Jovem esposa (Uma Criatura Gentil). O tipo Homem do subsolo caracteriza o sofredor em busca de ser amado, busca que se transforma em perversão (sadismo), por causa do egoísmo e da impossibilidade de amar.
- Tipo Niilista

Neste tipo são retratados principalmente jovens com ideias europeias revolucionárias, possuindo como princípio máximo de ação o interesse próprio - princípio sistematizado sob o título de Utilitarismo. Como exemplos, temos, em O Idiota, Antíp Burdóvskii, Vladmímir Doktorénko, Keller e Ippolít Tieriéntiev.
- Tipo Podkolióssin

Neste tipo enquadram-se as pessoas absolutamente comuns. Dostoiévski reconhece como antecessores deste tipo tanto Podkolióssin de Gogol como Georges Dandin de Molière. Em O Idiota são exemplos destes tipos os personagens: Varvára Ardaliónovna Ptítsina, Sr. Ptítsin e Gavrìl Ardaliónovitch.

## Posição política

### Niilismo
No final de 1862 a posição de Dostoiévski, e de sua revista Tempo, por conta dos constantes ataques aos radicais niilistas, já fora entendida por um colaborador, Pomialovski, como reacionária. A esta "acusação" teria respondido Dostoiévski, segundo tradução de Joseph Frank: "O nosso jornal é reacionário? Não, nem mesmo aos olhos de nossos inimigos." Frank afirma, entretanto, que a posição de Dostoiévski não pode ser entendida como reacionária, na medida em que continuava confrontando o governo. Na mesma época, 1862-1863, a revista literária O Contemporâneo afirmava que Tempo padecia por não escolher posição. No entanto, mesmo nessa época a opinião geral não podia deixar de reconhecer que Dostoiévski era progressista, principalmente quando se olhavam obras como Recordações da Casa dos Mortos.
Segundo Joseph Frank, pode-se dizer que a matriz teórica dos niilistas russos era uma mistura de utilitarismo inglês, socialismo utópico francês, ateísmo feuerbachniano, materialismo mecanicista e determinismo. A esse movimento se contrapôs Dostoiévski desde seu retorno da Sibéria até seu último romance, Os Irmãos Karamazov: a estratégia artística usada por Dostoiévski em Notas do Subterrâneo, Crime e Castigo e Os Demônios para combater o niilismo foi a apresentação de como absurda era a vida de personagens que defendiam as teses niilistas do ponto de vista moral e psicológico. (v. Frank)

### Relação entre Intelligentsia e povo
Em Notas de Inverno sobre Impressões de Verão Dostoiévski afirma que os burgueses franceses não precisavam temer nem a classe trabalhadora, nem os comunistas e nem os socialistas, pois nenhum grupo ocidental era de fato contrário ao espírito burguês. Para Dostoiévski, o convencimento racional almejado pelo socialismo ocidental nunca poderia mitigar a vontade que o homem possui de liberdade, portanto, uma comunhão constrangida nunca seria possível, só seria possível uma em que o indivíduo livremente resolve-se pela fraternidade. Em outros termos, apenas uma ética cristã poderia chegar ao socialismo e não uma ética utilitarista.
| “              | [...] não vão para aprender com o povo, mas para intruí-los, instruí-los arrogantemente, com desprezo: um passatempo puramente aristocrático. | ” |
| — Dostoiévski. | |   |

### Nacionalismo e imperialismo
Embora criticasse a servidão, Dostoiévski era cético quanto à criação de uma Constituição, acreditando ser um conceito não relacionado à história da Rússia. Ele descreveu isso como um mero "governo de cavalheiros" e acreditava que "uma Constituição simplesmente escravizaria o povo". Ele defendeu mudanças sociais, por exemplo, o fim do sistema feudal e o enfraquecimento das divisões entre o campesinato e as classes abastadas. Seu ideal era uma Rússia utópica e cristianizada, de forma que "se todos fossem cristãos ativos, nenhum questionamento social surgiria... Se fossem cristãos, tudo se resolveria".
Dostoiévski acreditava no povo russo. Era nacionalista uma vez que, para ele, a palavra nova adviria da Rússia para o mundo. Neste sentido, era contra os defensores da independência cultural da Ucrânia), em outras palavras, era imperialista e apoiava o czar (apesar de sempre ter sido a favor da liberação dos servos, v. seção acima Detenção, julgamento e falsa execução).
O seu nacionalismo não o torna apenas contrário à causa ucraniana, mas, também, contrário a qualquer causa que, em sua perspectiva, possa ser contra a nação imperial russa, como é o caso da causa judaica. Sua posição em relação aos judeus não foi sempre contrária: a revista Tempo, da qual era editor, defendeu mais de uma vez a causa judaica em nome do amor cristão. Esta dicotomia voltou a se repetir em um artigo publicado em Diários de um Escritor no mês de março de 1877, uma vez que Dostoiévski, ao mesmo tempo que considerava os judeus como "um estado dentro do estado" e, portanto, prejudicial à nação russa, defendia a extensão total dos direitos civis para eles.
Sua alternativa à estruturação racional da sociedade, ao niilismo, era a sociedade construída a partir do amor entre os seres humanos, o amor cristão (o cristianismo que estaria enraizado no povo russo, i.e. o ortodoxo). Ou ainda, como resumiria Josef Bohatec: Dostoiévski defendia um imperialismo do amor, que era, em todo caso, um imperialismo.

### Conservadorismo
O local de melhor apreensão da posição política de Dostoiévski é o mito O Grande Inquisidor (parte da obra Os Irmãos Karamazov), onde o escritor se coloca, ao mesmo tempo, contra as ideias socialistas, mais especificamente contra o socialismo científico (posição que o fez ser visto como conservador) e contra a Igreja Católica, entendendo que ambos são frutos do niilismo i.e., do iluminismo europeu (v. também ocidentalismo). Dostoiévski representa o niilismo socialista e católico através da imagem da terceira Tentação de Cristo, uma vez que ambos estariam atrás do poder mundano em troca do pão diário. O que não significa, em hipótese alguma, que Dostoiévski era contra a igualdade social, lembrando que ele foi inclusive preso por defendê-la (v. neste artigo a seção Exílio na Sibéria): ele era contra uma igualdade social construída a partir do racionalismo europeu: para ele, a fonte moral da igualdade já se encontrava na Rússia antes mesmo do iluminismo, i.e. no cristianismo ortodoxo. Dostoiévski parece mesmo nunca ter largado o sonho dos socialistas utópicos ao qual se identificou quando jovem, como é possível conferir em O Sonho de um Homem Ridículo.
| “              | Quando se tornaram criminosos, inventaram a justiça e promulgaram para si mesmos códigos a fim de mantê-la, e para a execução dos códigos, usavam a guilhotina. | ” |
| — Dostoiévski. | |   |

## Influência

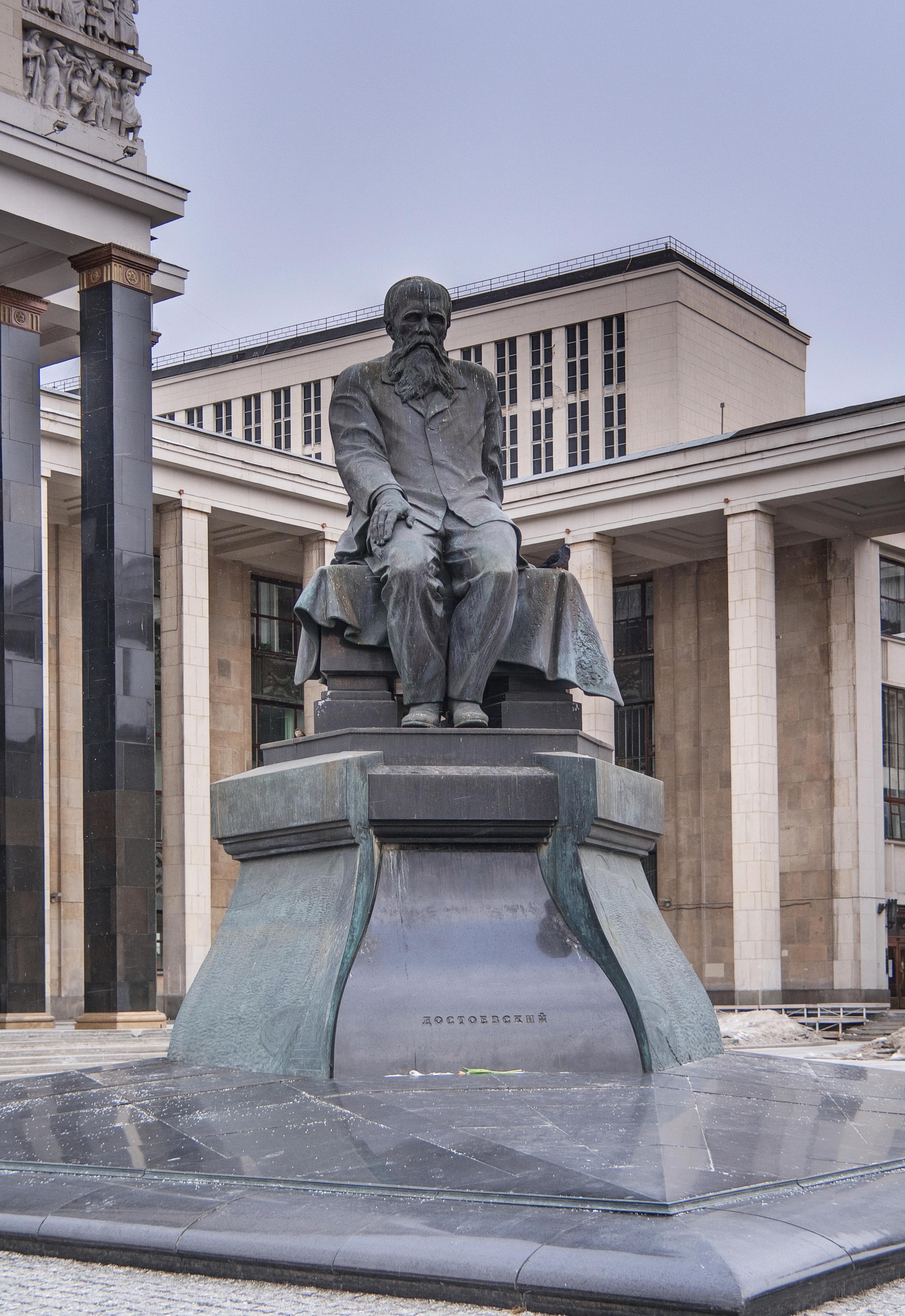
Monumento a Dostoiévski em Moscou

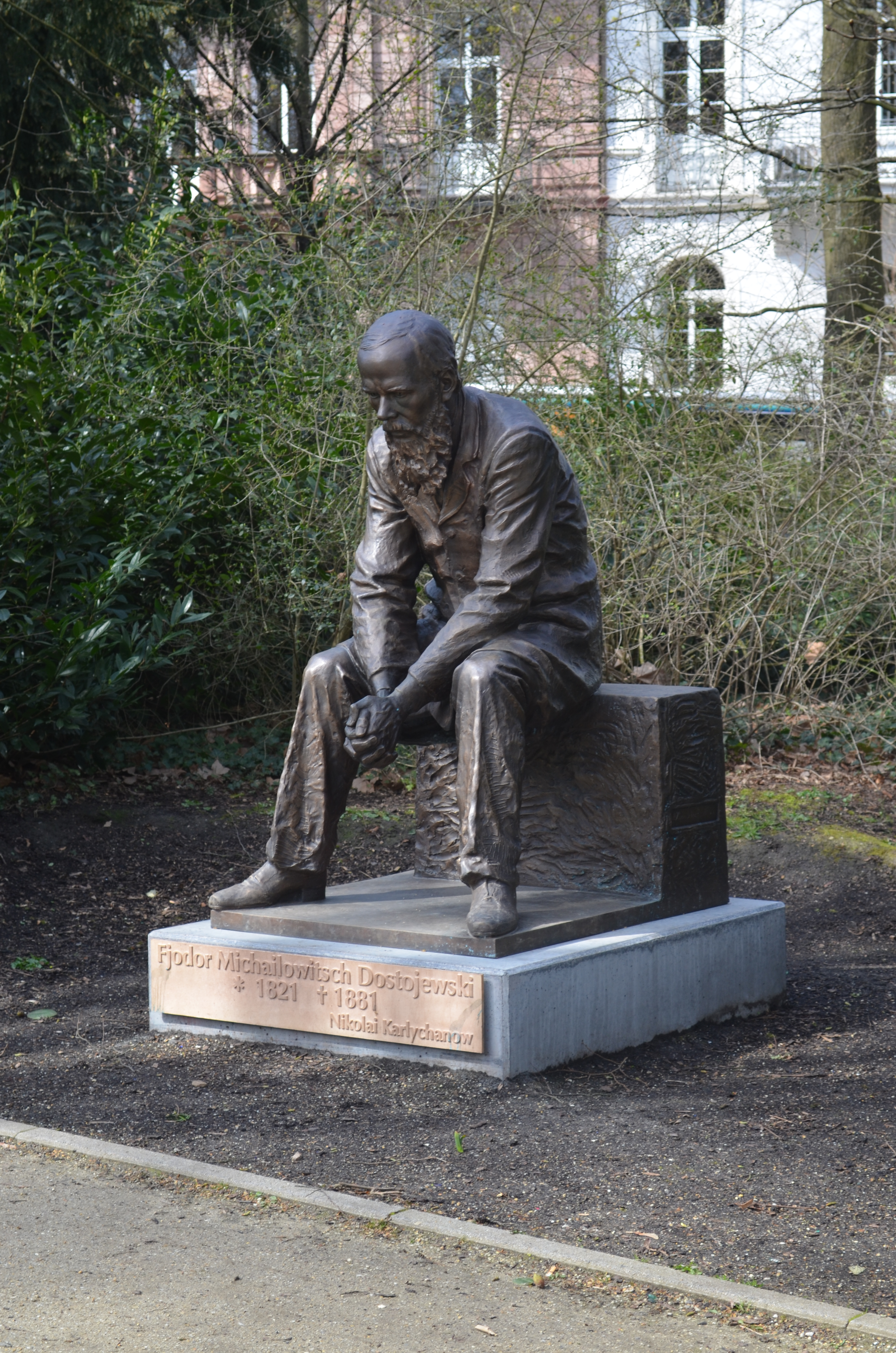
Monumento a Dostoiévski em Homburg

### Literatura
Sobre Dostoiévski, James Joyce escreveu que "...é o homem que mais que qualquer outro, criou a prosa moderna, e intensificou-a para o que é no momento atual. Foi o seu poder explosivo que quebrou o romance vitoriano...".
Na visão do crítico literário Otto Maria Carpeaux: "Dostoiévski é, se não o maior, decerto o mais poderoso escritor do século XIX; ou do século XX, pois a sua obra constitui o marco entre dois séculos da literatura. Literariamente, tudo o que é pré-dostoievskiano é pré-histórico; ninguém escapa à sua influência subjugadora, nem sequer os mais contrários".

### Filosofia
Existencialismo francês
Jean-Paul Sartre classifica Dostoiévski como o ponto de partida do movimento filosófico conhecido como existencialismo, pelos questionamentos apresentados no livro Os Irmãos Karamazov: "Dostoiévski escreveu: — 'Se Deus não existe, tudo é permitido'. Eis o ponto de partida do existencialismo". Já para Walter Kaufmann Dostoiévski foi o principal precursor do existencialismo devido principalmente ao seu livro Notas do Subterrâneo, uma vez que, para Dostoiévski, a guerra seria a revolta do povo contra a ideia de que a razão orienta tudo.
Já Albert Camus tem as Notas do Subterrâneo e personagens como Raskolnikov (Crime e Castigo), e Kirillov (Os Demônios) como referência, lugares onde Dostoiévski defende a liberdade como uma necessidade psicológico-moral de todo indivíduo. Albert Camus chegou a afirmar que "O verdadeiro profeta do século XIX foi Dostoiévski, não Karl Marx". A relação entre niilismo, história/política e psicologia/suicídio, tal como abordada por Dostoiévski principalmente em Os Demônios, foi uma influência central no pensamento de Camus, tendo o mesmo chegado a adaptar tal livro para o teatro no fim de sua vida.
Nietzsche
Friedrich Nietzsche referiu-se a Dostoiévski como "o único psicólogo, diga-se de passagem, do qual tive algo a aprender: ele está entre os mais belos golpes de sorte de minha vida, mais até do que Stendhal". Um ano antes de sofrer seu colapso mental (1888), Nietzsche escreveu: “Conheço apenas um único psicólogo que viveu num mundo onde o Cristianismo é possível, onde um Cristo pode surgir a qualquer instante… É Dostoiévski. Ele adivinhou Cristo: e ele permaneceu sobretudo instintivamente protegido de se representar esse tipo com a vulgaridade de um Renan”.

### Psicanálise
Dostoiévski também foi uma grande influência no trabalho de Sigmund Freud, que considerava Os Irmãos Karamazov como o melhor romance da história. Tal influência, inclusive, é fortemente ressaltada por Ernest Jones, psicanalista biógrafo oficial de Freud.
| “              | Ele o matou e eu o incentivei a fazer isso. Quem não deseja a morte do seu próprio pai?. | ” |
| — Dostoiévski. |                                                                                          |   |

### Religião

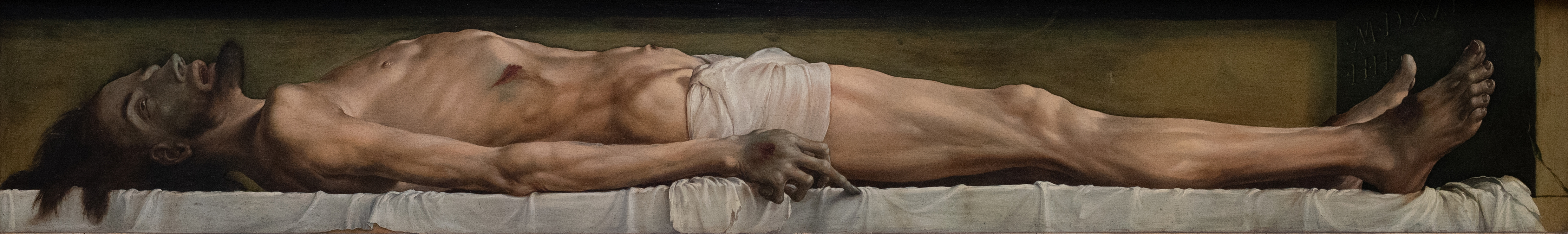
Cristo morto no sepulcro, por Hans Holbein, o Jovem

Dostoiévski e sua obra possuem enorme influência cristã ortodoxa, uma vez que não apenas o autor era cristão ortodoxo, como também o país em que vivera, de modo que seus romances descrevem teológica e culturalmente aspectos intimamente relacionados à Igreja Ortodoxa. A profundidade com a qual compreendeu e descreveu a alma humana impressionaram também outras religiões. Essa influência se estendeu à Igreja Católica e Igreja Anglicana. O Papa Francisco ressaltou que as pessoas devem "ler e reler Dostoiévski", e a encíclica papal Lumen fidei, de 2013, incorpora trechos de O Idiota escolhidos pelo Papa Bento XVI, a saber: "Na sua obra O Idiota, Fiódor Mikhailovich Dostoiévski faz o protagonista - o príncipe Michkin - dizer, à vista do quadro de Cristo morto no sepulcro, pintado por Hans Holbein, o Jovem: 'Aquele quadro poderia mesmo fazer perder a fé a alguém.'." O quadro de que trata o Papa Francisco é aquele intitulado Cristo morto no sepulcro de Hans Holbein, trata-se de imagem de Cristo morto, morto como um mortal, apodrecendo.
| “             | Esse quadro... esse quadro só serve para fazer muita gente perder a fé. | ” |
| — Dostoiévski |                                                                         |   |

### Outros
Albert Einstein escreveu: "Dostoiévski oferece-me mais do que qualquer cientista, mais do que Gauss" ("o mais influente dos matemáticos"), descrevendo também o russo como "grande escritor religioso" que explora "o mistério da existência espiritual".
| “               | Eram noites esclarecedoras e assustadoras, líamos Os Demônios e suas notas [...] líamos, líamos e não podíamos acreditar em nossos olhos: Não pode ser, como ele pôde saber tudo isso? | ” |
| — Iuri Kariakin | |   |

### Obras influenciadas por Dostoiévski
Obras literárias
| - A Metamorfose, de Franz Kafka - O Processo, de Franz Kafka - Fome, de Knut Hamsun - Mrs Dalloway, de Virginia Woolf - O Lobo da Estepe, de Hermann Hesse | - Demian, de Hermann Hesse - O Estrangeiro, de Albert Camus - A Náusea, de Jean-Paul Sartre - Herzog, de Saul Bellow - O Homem Duplicado, de José Saramago |

Obras cinematográficas
São muitas as obras cinematográficas influenciadas diretamente  por Dostoiévski, i.e. adaptadas de suas obras, chegando algumas listas a falar em números como 124 filmes produzidos em 31 países diferentes. As obras influenciadas indiretamente são impossíveis de serem calculadas. Abaixo encontram-se algumas obras adaptadas diretamente de Dostoiévski a título exemplificativo:
| - Hakuchi (1951), de Akira Kurosawa - Le notti bianche (1957), de Luchino Visconti - La chinoise (1967), de Jean-Luc Godard - Taxi Driver (1976), de Martin Scorcese - Cisne Negro (2010), de Darren Aronofsky | - La Femme Publique (1984), de Andrzej Żuławski - O Operário (2004), de Brad Anderson - O Duplo (2013), de Richard Ayoade - Homem Irracional (2015), de Woody Allen |

## Lista de obras

#### Romances
- 1846 — Gente Pobre (Бедные люди)
- 1846 — O Duplo (Двойник. Петербургская поэма)
- 1848 — Noites Brancas (Белые ночи)
- 1849 — Netochka Nezvanova (Неточка Незванова)
- 1861 — Humilhados e Ofendidos (Униженные и оскорбленные)
- 1862 — Recordações da Casa dos Mortos (Записки из мертвого дома)
- 1864 — Notas do Subterrâneo (Записки из подполья)
- 1866 — Crime e Castigo (Преступление и наказание)
- 1867 — O Jogador (Игрок)
- 1869 — O Idiota (Идиот)
- 1870 — O Eterno Marido (Вечный муж)
- 1872 — Os Demônios (Бесы)
- 1875 — O Adolescente (Подросток)
- 1881 — Os Irmãos Karamazov (Братья Карамазовы)

#### Novelas e contos
- 1846 — Senhor Prokhartchin (Господин Прохарчин)
- 1847 — Romance em Nove Cartas (Роман в девяти письмах)
- 1847 — A Senhoria (Хозяйка)
- 1848 — Polzunkov (Ползунков)
- 1848 — Coração Fraco (Слабое сердце)
- 1848 — O Ladrão Honesto (Честный вор)
- 1848 — Uma Árvore de Natal e uma Boda (Елка и свадьба)
- 1848 — Chuzhaya zhena i muzh pod krovatyu (Чужая жена и муж под кроватью)
- 1848 — Noites Brancas (Белые ночи)
- 1849 — O Pequeno Herói (Маленький герой)
- 1859 — O Sonho do Tio (Дядюшкин сон)
- 1859 — Aldeia de Stiepantchikov e Seus Habitantes (Село Степанчиково и его обитатели)
- 1862 — Uma História Desagradável (Скверный анекдот)
- 1865 — O Crocodilo (Крокодил)
- 1873 — Bobok (Бобок)
- 1876 — O Mujique Marei (Мужик Марей)
- 1876 — Uma Criatura Gentil (Кроткая)
- 1877 — O Sonho de um Homem Ridículo (Сон смешного человека)

#### Não-ficção
- 1863 — Notas de Inverno sobre Impressões de Verão (Зимние заметки о летних впечатлениях)
- 1873–1878 — Diário de um Escritor (Дневник писателя)